# Vadehavsøernes besættelse
Vadehavsøernes besættelse fandt sted i perioden fra den 13. til den 18. juli 1864 og var den sidste militære konfrontation under den 2. Slesvigske Krig mellem Danmark og Tyskland (Preussen og Østrig-Ungarn). Ansvaret for øernes forsvar lå hos kaptajnen Otto Christian Hammer. Hammers næstkommanderende var løjtnant P. J. C. Holbøll. 
Vadehavsøer omfatter de danske vadehavsøer Fanø, Mandø og Rømø samt de nordfrisiske øer Sild, Før, Amrum, Pelvorm og halligerne i vadehavet. I administrativ henseende hørte vesterhavsøerne enten under det danske Hertugdømme Slesvig (Sønderjylland) eller umiddelbart under Kongeriget Danmark. 
Øernes strategiske og politiske betydning lå i deres placering ud for den sydjyske kyst. De kunne f.eks. benyttes som støttepunkt for den danske nordsøeskadre, der skulle forhindre preussiske og østrigske krigsskibe i at operere i Nordsøen. Ved at forhindre øernes besættelse kunne de desuden bruges i en mulig forhandlingssituation. 
Den danske vadehavsstyrke bestod af over 200 danske mænd, dertil kom efterhånden enkelte østrigske overløbere. Den danske flotille bestod af to dampskibe, otte rokanonjoller, 15 krydsfartøjer samt nogle mindre sejlbåde, i alt ca. 32 fartøjer. Dampskibet Limfjorden blev Hammers kommandoskib, mens Holbøll fik kommandoen over dampskibet Augusta. Dampskibene stod dog først senere til rådighed. Vandstanden på vaderne og i prilerne var af stor betydning for skibenes mobilitet og muligheden for at kunne passere vaderne til fods. Vaderne og den skiftende vandstand krævede altså kommanderende med godt lokalkendskab.

## Forberedelser
Ved krigens udbrud i februar 1864 begyndte Hammer at sikre øerne mod tyskernes angreb. Fanø blev sikret med batterier og mandskabet blev sendt på flere skydeøvelser. Den 16. februar 1864 overdrog Hammer kommandoen på øen til hans næstkommanderende løjtnant P. J. C. Holbøll og tog over til Før. Dagen efter sejlede han til Amrum, hvor han mødte tøndelæggeren for Smaldybet. For at lede fjenden på vildspor blev flere sømærker fjernet eller placeret bevidst et forkert sted. I begyndelsen af marts indledte han afspæringen af øerne fra det nu tysk besatte fastland. Afspærringen medførte, at øboerne på Sild og Før ikke længere kune tage den korte vej til fastland via Dagebøl eller Højer. 
Som på det slesvigske fastland var også befolkningen på øerne nationalt splittet. Det kom blandt andet til udtryk ved lokale oprør fra tysksindede i Vyk og i Kejtum på Sild. Størst var de danske sympatier på Fanø, Rømø, Amrum og Vesterland-Før. Den 18. april stormede preusserne skanserne i Dybbøl, hvilket vakte stor bekymring blandt de dansksindede på øerne. Den 8. maj mødte den danske vadehavsstyrke den danske Nordsøeskadre ud for Smaldyb, for at forsyne eskadren med kul. Dagen efter lykkedes det eskadren under Søtræfningen ved Helgoland at skyde et tysk marineskib i brand ved Helgoland, hvorefter tyskerne trak sig bort til neutralt farvand.
Efter at våbenhvilen var blevet erklæret den 12. maj, opholdt Hammer sig fra den 16. maj til den 5. juni i København, hvor han flere gange mødte marineminister O.H. Lütken og bad om forstærkninger. I juni blev der gjort forberedelser til yderligere krigshandlinger. På Amrums sydpynt og på Førs østpynt blev der installeret større udrangerede skibskanoner. 

## Første overgangsforsøg
Efter våbenhvilens udløb den 26. juni besatte østrigske tropper kyststrækningen mellem Ballum i nord og Dagebøl i syd. Østrigerne forsøgte den 12. juli fra tre steder på fastlandet (Højer, Rikkelsbøl og Embsbøls Sydvesthjørne) at sætte over til Sild og Før, men overgangsforsøg blev i første omgang slået tilbage af danske kanonjoller.

## Besættelsen
I perioden fra den 13. til den 18. juli lykkedes det østrigerne at erobre vadehavsøerne. 

### Sild
Under beskyttelse af preussiske kanonskibe og ved hjælp af to overløbne danske lodser blev østrigske landtropper sat i land på Sild den 13. juli 1864. De gik i land ved Morsum ved øens østspids samt ved Munkmarsk. Tropperne mødte ingen militær modstand på øen, da de danske tropper allerede under våbentilstanden i foråret havde forladt øen. Østrigerne marcherede herefter under jubel af øens tysksindede til øens daværende hovedby Kejtum. 

### Rømø
Rømø blev ligeledes besat den 13. juli. Aktionen startede i Ballum, hvorfra 22 jægersoldater under kommando af den østrigske kaptajn Went satte over til øens sydspids.

### Før
Efter besættelsen af Sild og Rømø vendte østrigerne blikket mod Amrum og Før. Planen om at sætte over fra Hørnum Odde til Amrum (Amrum Odde) i små både under beskyttelse af preussiske orlogsfartøjer måtte østrigerne snart opgive på grund af stærk vestenvind. I stedet blev den 18. juli 150 jægersoldater og 120 marinesoldater transporteret fra Sild gennem Fartrap Dyb til Før, hvor de blev landsat på Niblum strand, hvorfra de marcherede mod øens hovedby Vyk om natten til den 19. juli 1864. En preussisk kanonbåd lagde imidlertid til ankers på reden ved List for at forhindre den danske vadehavs-flotille at gå bort.

## Kapitulation
De danske skibe havde i mellemtiden trukket sig lidt væk fra Vyk og lå et sted i vadehavet mellem Sild og Før, og der opstod uvished om en ny våbenstilstand. Den 18. juli ankom endelig et britisk skip til Før, for at overbringe østrigerne budskab om, at våbenstilstanden var besluttet, og at den skulle træde i kraft den 20. juli kl. 12. Englænderne var også beordret til at overbringe budskabet til den danske styrke, men østrigerne nægtede dem at sejle over til Hammer, som dermed holdtes uvidende om den besluttede våbenhvile. Uden kendskab til den aftalte våbenstilstand besluttede Hammer og Holbøll dagen efter at overgive sig. Samme aften, den 19. juli, kapitulerede den danske vadehavsstyrke. I alt 247 danske mænd kom nu i tysk krigsfangenskab. Af dem var ni officerer, to embedsmænd, 185 matroser og 51 personer fra toldskibene.
Tyskerne fik kontrollen over de to danske dampskibe. Kanonjollerne blev før kapitulationen sænket af den danske styrke ved Førs Skulder (=vaderne nord for Før) den 19. juli om aftenen, en enkelt jolle var allerede brændt under østrigernes angreb den 18. juli .
Da våbenhvilden indtrådte den 20. juli kl.12 var vadehavsøerne i tysk besiddelse med undtagelse af øen Fanø, hvor et detachement af 11. regement holdt øen underkommando af løjtnant Petersen. .